# Daniel Schultz
Pour les articles homonymes, voir Schultz.
Daniel Schultz, né en 1615 (estimation) et mort le 22 octobre 1683, est un peintre polonais.

## Biographie
Né à Gdansk (Pologne), probablement en 1615 selon ses biographes, sa date de naissance précise n'est pas retrouvée dans le livre des baptêmes de l'église Sainte-Marie de Gdańsk de 1613-1616. Il a commencé l'apprentissage de l'art chez son oncle Daniel et probablement élevé aux Pays-Bas. Après la mort de celui-ci, il se rend en France et aux Pays-Bas pour étudier la peinture.
Revenu en Pologne sous le règne du roi Jean II Casimir Vasa, Daniel Schultz obtient le statut de peintre royal. Il est l'auteur de peintures comme "Portrait du roi Jean Casimir", "Portrait de Johannes Hevelius", "Portrait de Michał Wiśniowiecki", "Portrait de Marie Louise de Mantoue", ou encore "Les poulets". Il est mort à Gdansk le 22 octobre 1683, à 68 ans comme inscrit dans le registre des décès de l'église Sainte-Marie de Gdańsk,.
L'œuvre de Daniel Schultz est considérée comme un phénomène majeur de la peinture polonaise Baroque.

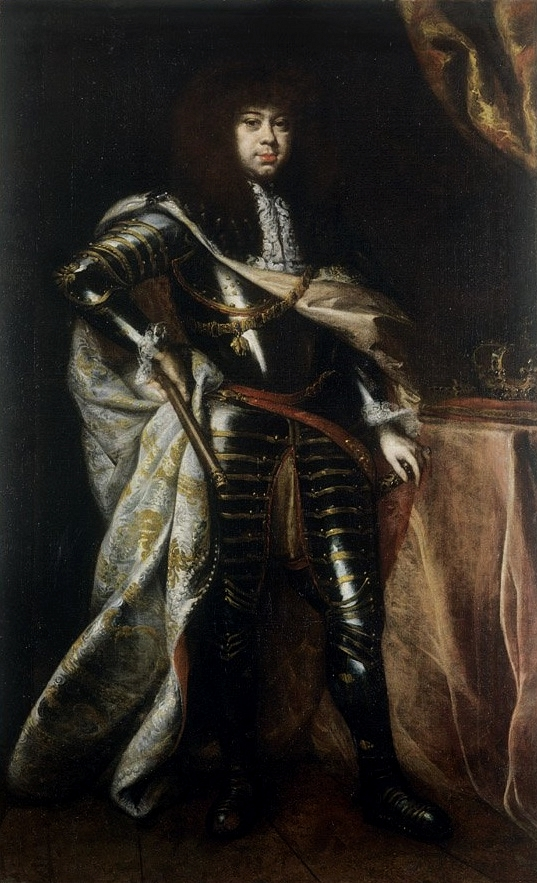
Michał Korybut Wiśniowiecki
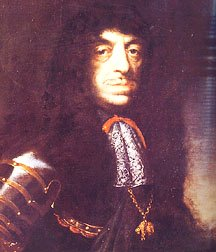
Jean II Casimir Vasa
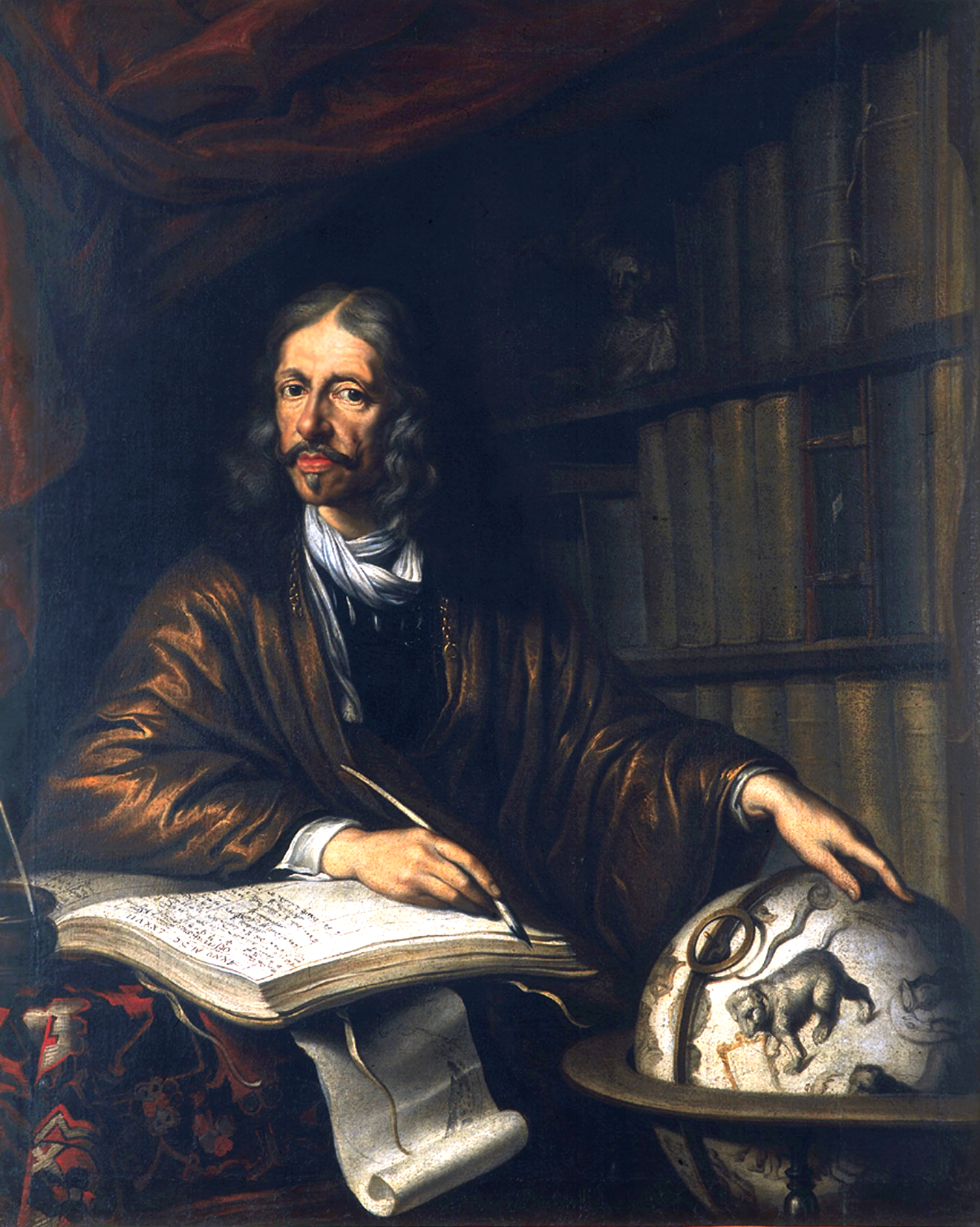
Jan Heweliusz
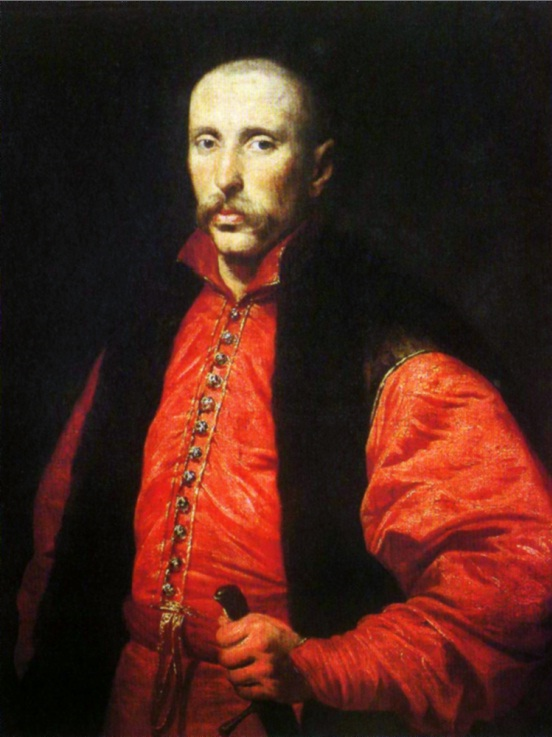
Stanisław Krasiński
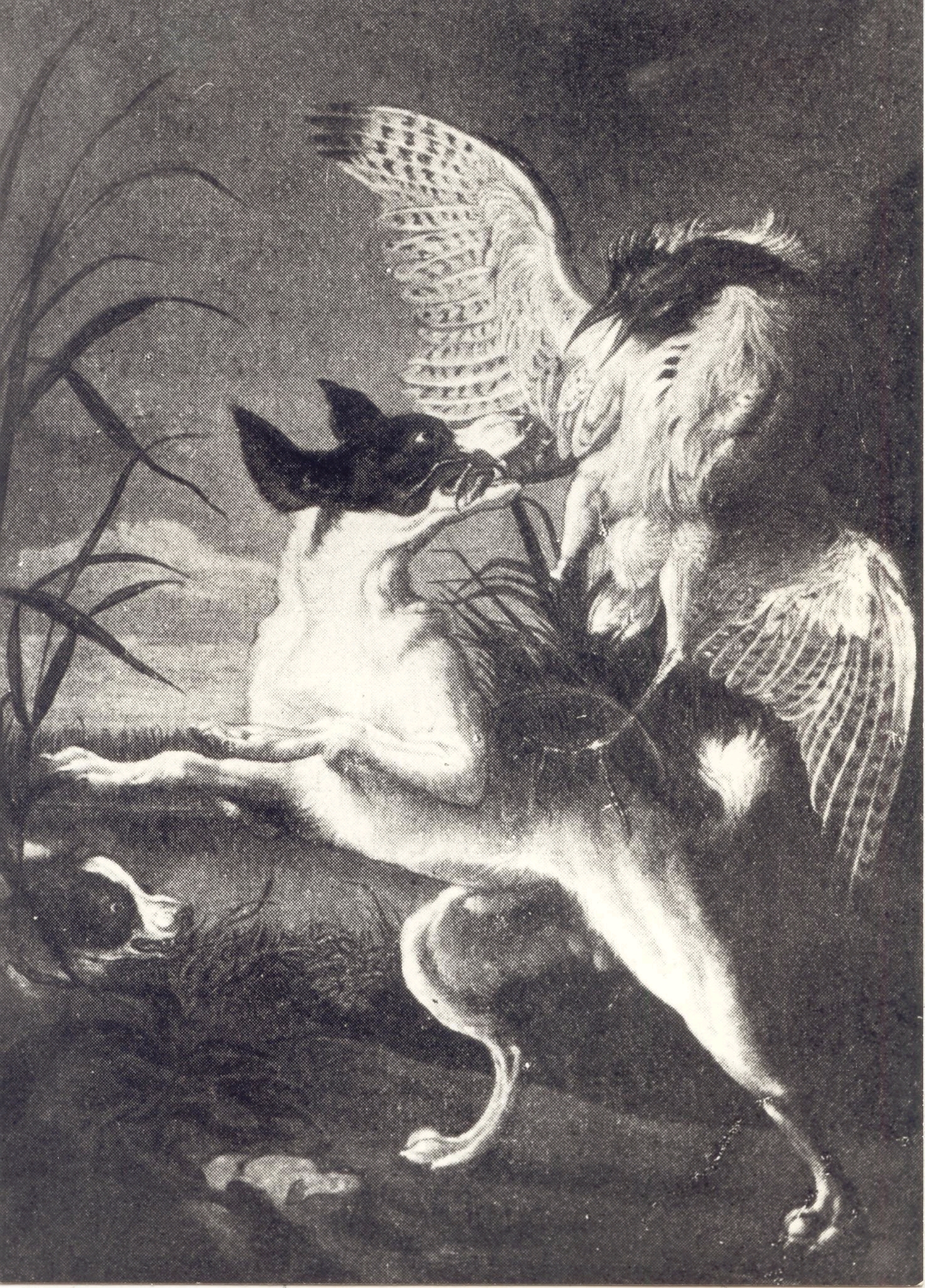
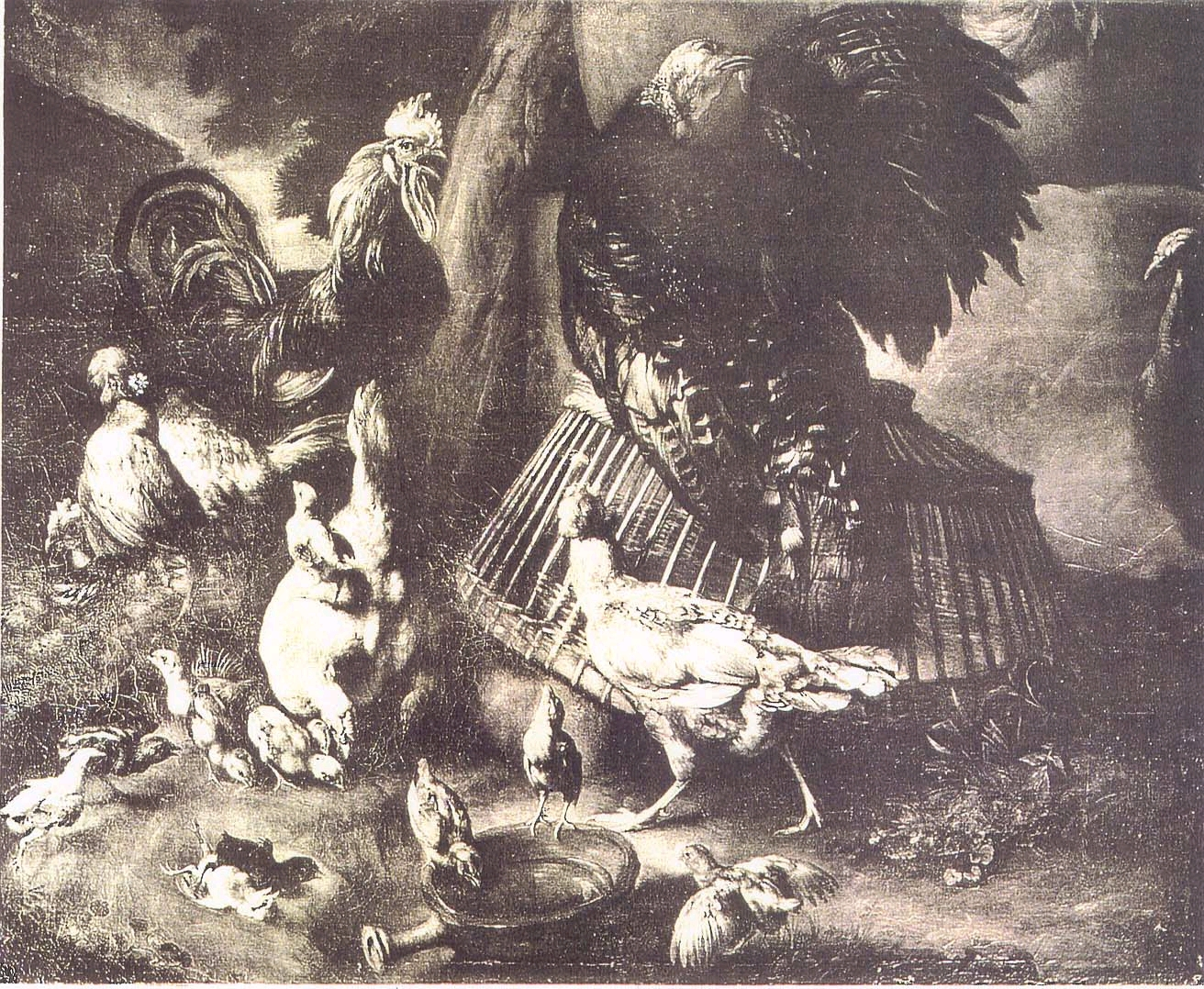
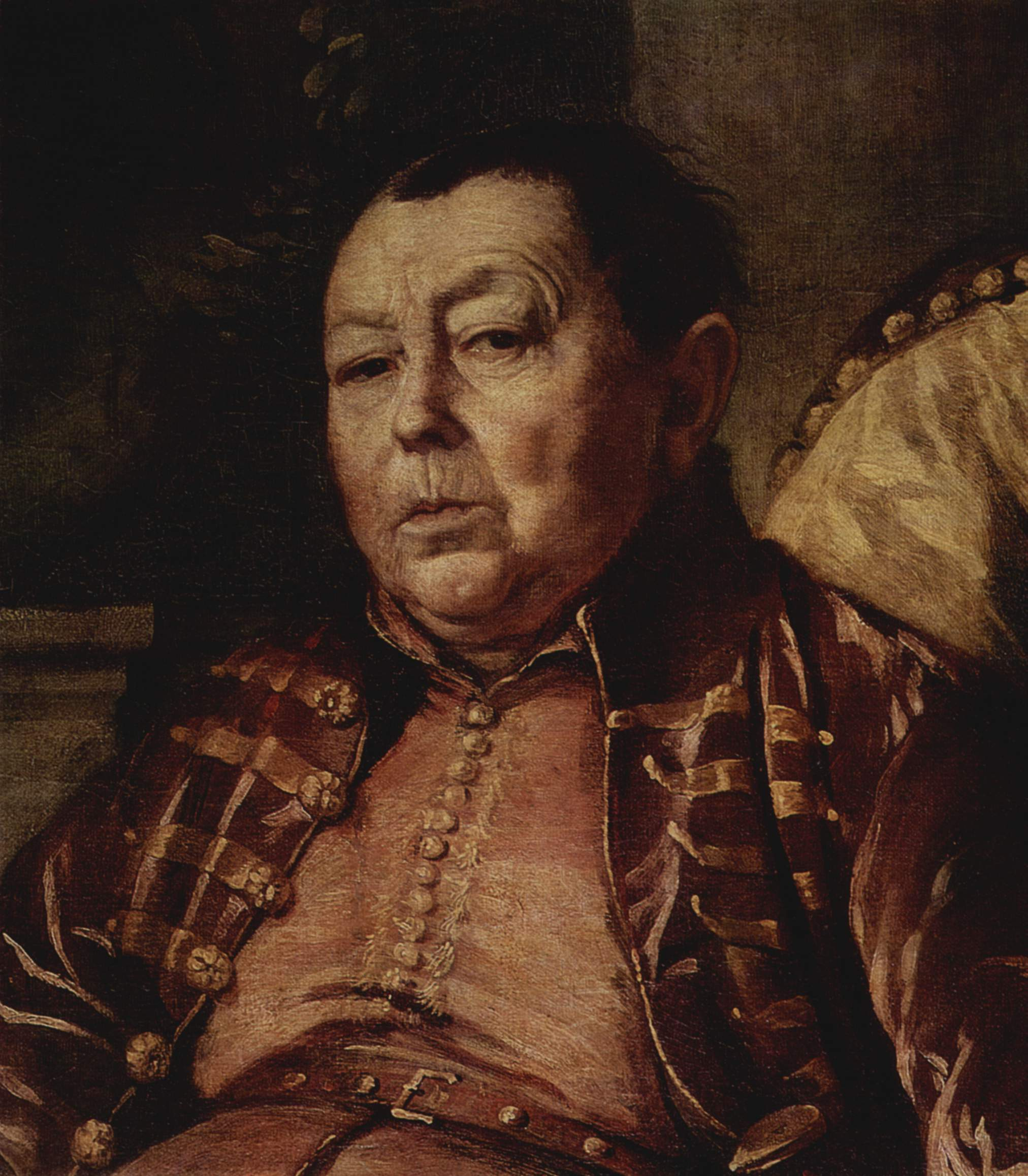
Portrait de la famille cosaques fragment
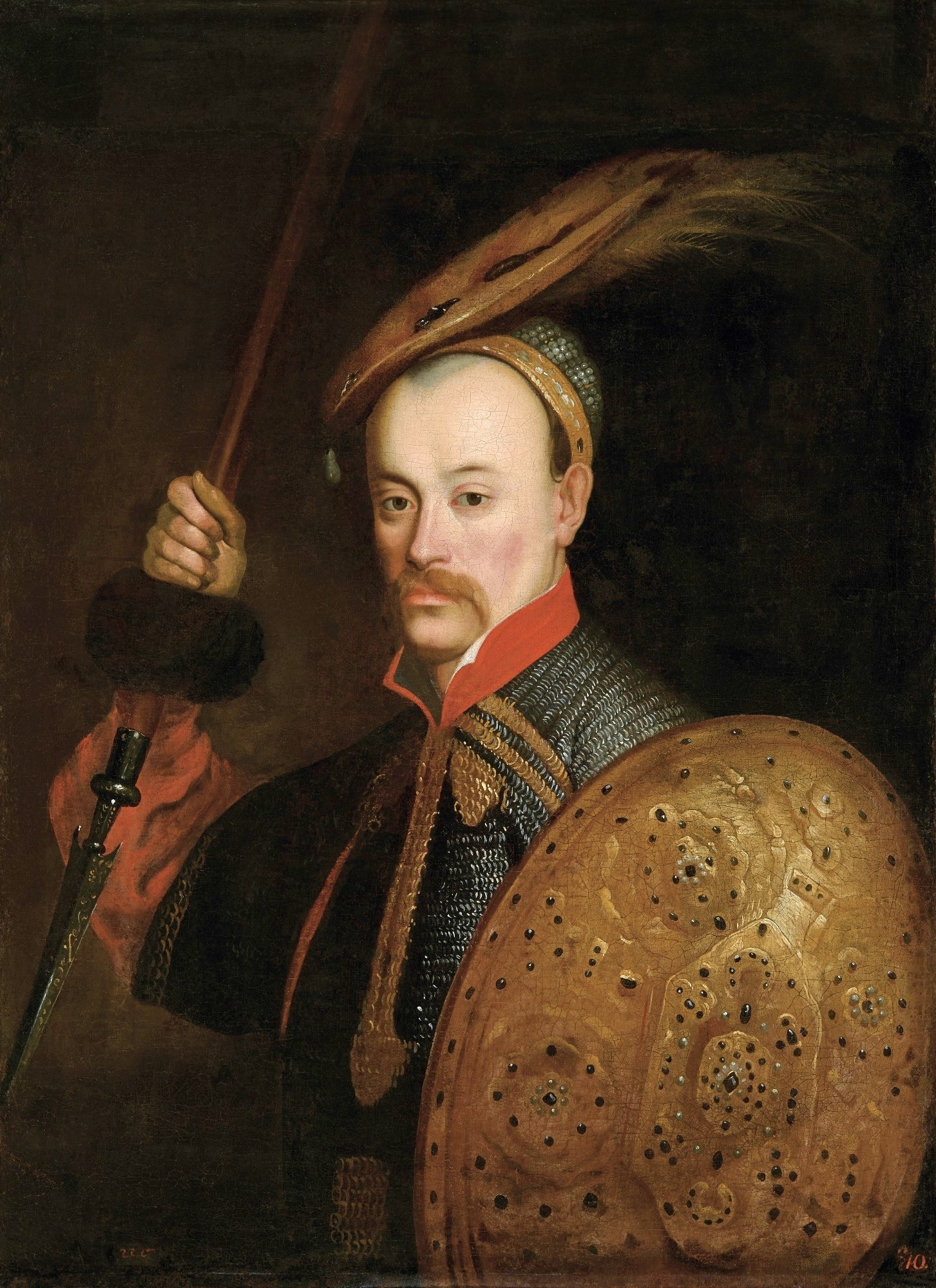
Wincenty Korwin Gosiewski